# ちょこっとヒメ
『ちょこっとヒメ』は、カザマアヤミによる日本の4コマ漫画。『月刊ガンガンWING』（スクウェア・エニックス発行）2006年1月号（2005年11月26日発売）から連載されていたが、同誌が2009年5月号を以て休刊したことに伴いウェブコミック配信サイト『ガンガンONLINE』へ移籍し、同年10月22日更新分の「92匹め。」で完結した。話数は「〜匹め」で表される。
猫や犬やその飼い主たちの暮らしを描いた、主に4コマの動物漫画で、コマによっては猫や犬が人型（=擬人化）に描かれるのが特徴である。ただし、変身などをしている訳ではなく、そのときの行動や感情を人型のイメージで表している同一の存在である。
尚、登場するペット達は去勢・避妊手術をしておらず、作中ではその事に付いて触れていない。また、飼育漫画ではない為、ペットに人間の食べ物を与えるなど、「実際はしてはいけない事」をする描写がある。

## あらすじ
ある家にもらわれた一匹の子猫は、恐怖心からその家を抜け出してしまう。そこに通りかかった少年に拾われ、「ヒメ」と名づけられた。そうして子猫の新たな生活がスタートした。

## 登場キャラクター
※キャストはドラマCD版のもの。

### 主人公
ヒメ
声 - 阿澄佳奈
主人公のメスの子猫。「ヒメ」という名前の由来は、出会ったときに悲鳴を上げていたから。
親離れした後、友人の頼みが元で徳川翠（後述）に譲られたが、いきなり徳川家の飼い犬たちの中に放されてしまい、パニックを起こして外に飛び出してしまった。その後、迷子になっていたクレオパトラ（後述）に遭遇して悲鳴を上げている所をナベに拾われ、そのまま飼われる事に。ナベを「にいちゃん」と呼んで、とても懐いている。ナベに近づく女（メス）はライバルと見なしている。
様々なものに興味を示す、好奇心旺盛な遊び盛り。にも関わらずとても臆病な性格の持ち主であり、環境の変化などで極度のストレスを感じると狂乱して大暴れする。最初の頃はネズミすら怖がっていた。セリフはすべて平仮名だが語彙は豊富。
トイレの砂は極力触りたくないが、こだわりはある。
迷い猫としてナベの前に登場したため生年月日や第一話時点での精確な年齢(月齢)などは不明だが、放浪中ですら母猫の事を一度も思い出さず、固形物(パン)を食べることができ、トイレのしつけができている事などから、既に親離れは完了しているようである。
初登場時(第一、二話)の人間形態は三話目以降の姿よりも幼く頭身は低く髪も短い。｢渡辺家に来てからしばらくたった｣と書かれている三話目からは頭身が高くなり髪も伸び、猫形態の姿も成長していて、以降最終話までこの姿で描かれることになる。
第29話のおまけページで、ヒメの人間形態は小学三、四年生ぐらいと説明されており、人間の９歳は猫の６月齢に相当することから、第三話時で生後約六ヶ月と思われる。
狩猟能力は高いようで、初めて外出した第三話では昆虫を一撃で仕留めている。成功した描写はないものの、小鳥や第一話では怯えて逃げ出してしまったネズミも捕獲対象にしている。
第82話では、たれ(後述)がクッキー(後述)に食べ物をプレゼントすることを決定した後、狩りに協力することを申し出るが、獲物の候補としてネズミ、昆虫、Ｇを挙げており、ハッキリとネズミやＧを食料と認識している事がわかる。
中でもＧを｢みわく(魅惑)のあのこ｣と呼び、第83話でナベのケーキを無断で食べた際、お詫びに二匹のＧを捕まえてくるほどお気に入りの獲物である。
猫であるため記憶能力はかなり低く、一ヶ月程度でほとんどの出来事を忘却してしまう。
そのため第14話ではくっきーとの最初の出会いを覚えているが、最終話(第91話)では｢ヒメがわかる(思い出せる)一番まえ｣をナベとの出会いと語っており、それより前の出来事であるくっきーとの最初の出会いを既に忘れている。一方くっきーの｢わかる一番まえ｣は飼い主の双子との出会いであり、こちらもヒメとの出会いを覚えていない。
渡辺（わたなべ） 名前は不詳
声 - 岸尾だいすけ
もう一人の主人公。ヒメの飼い主。学生。
家族は両親とすでに嫁いだ姉以外にいる描写は無いが、母親には、なぜか「お兄ちゃん」と呼ばれている（ヒメの「にいちゃん」という呼び方は母親のそれにならっている）。父親は猫アレルギーだが、ヒメは上の自分の部屋で飼っている（両親の部屋は下）ため、飼う事に問題は無い。友人知人には「ナベ」「なべちん」「ナベ兄」などと呼ばれ慕われているが、同時に、詰めが甘かったりギャップなどの魅力に欠けたりする「惜しい人」とも呼ばれ、ヒメ（と後に颯子）以外の異性にはまったくモテない。
猫を飼うのは初めてで、慣れないことに四苦八苦しつつも、ヒメを可愛がっており、坂下姉弟（後述）に負けず劣らずの「親バカ」（動物の飼い主として、写真を撮りまくったり知り合いに自慢したがる・可愛げなヒメを見逃さずに写真に収めようと目論む等）になりつつあるが、姉弟に比べれば理性的で、暴走する二人の突っ込み役に回っている。
ヒメのことを心配していると、髪型が泡立てて角を立てたメレンゲのような形になったり、傍目からでもわかるほど顔色が悪くなったりする。
「マニュアル人間」と呼ばれるほどQ&Aを参考にしたがるが、2巻でヒメをお風呂に入れる際マニュアルを落としてしまってからは、マニュアルを取り出すシーンは出ていない。しかし、4巻では、ヒメのトイレ事情を知るために自らマニュアル作成を試みている。絵はとても下手。
下っ端気質のため、千鳥を叱る颯子（後述）の姿に慄いたり、陽太を心配するしろこ（後述）に敬語を使ったりする。
山田さん（後述）に対して、強い尊敬と憧憬の念を抱いている。

### メインキャラクター
しろこ
声 - 仙台エリ
ヒメの友達のメス猫。もっさりとした、真っ白なペルシャ猫。
物腰が上品で、お嬢様のような性格（時々忘れて猫っぽくなるが、ハッと気づいてきりっとしたりする）。飼い主（陽太）を心から愛しているが、その扱い（いじり）にはストレスを感じていて、頭に十円ハゲがある。イライラすると自分や他の猫の毛を抜く癖がある。身体が左右対称なのが自慢で、左右対称でないものが許せない（ヒメやくっきーも毛並みが乱れて左右対称でないとイライラしてしまうほど）ため、自分の尻尾を舐めて毛並みを乱す犬が基本的に嫌い。ヒメに対しては、度々姉貴分として世話を焼く。運動は不得手で、木に登れない上、動くとすぐに疲れてへばってしまう。飼い主である陽太に影響されてか、Sの面もある。
子猫の頃はペットショップにいたが、じゃれつかない、気取っている等の理由でなかなか売れずにいたが、それでもプライドを保ち続けているその姿を陽太が気に入られ、飼われる事になった。
大川 陽太（おおかわ ようた）
声 - 斎賀みつき
しろこの飼い主の少年。渡辺と同じアパートに住んでいる。
愛ゆえにわざとしろこの嫌がることをして、その反応を楽しんでいる（というよりしろこの気持ちが今一つ読めず、好意が裏目に出続けている）。動物（特に飼い猫）だけでなく、人をおちょくるのも好き（主に朝生）。料理が得意で、しろこの食事を毎回自作している。時折作った料理をナベにおすそ分けしている。顔は母親に、性格は父親に似ているらしい。
他の人にしろこを弄られると嫉妬で腹黒くなる（ブタ呼ばわりされた時やキスをされた時など）。だが、自分は愛情を込めているが故にセーフだと主張している。
くっきー
声 - 沢城みゆき
ヒメの友達のメスの子犬。ヒメやしろことは異なり、犬である。無口であり彼女が喋るシーン（台詞）は無いが、ヒメに威嚇している事を説明していたので、作中で表現されていないだけで喋る事は出来るらしい。
ヒメが徳川家を飛び出した時に初めて出会った動物。その時には捨て犬だったが、後に朝生に拾われ、莉夕に名づけられた。名前の由来は毛並みの色が茶色でクッキーのようだから。マイペースな性格でけっこう天然ボケ。叱られているときに何気なく首を傾げたりすり寄って甘えたりすると、それだけで相手の毒気を抜いてしまう。捨てられた時の経験から暗闇にトラウマがあり、黒いものが苦手。そのため、千鳥やその軍団に対し強い恐怖心を持つが、たれ太（後述）とだけは仲がいい（白い部分もあるため）。
朝生や莉夕の言う事にはほとんど従わないのに対し、颯子を飼い主たちのリーダーだと思っているらしく、彼女の言うことには従う。しかし、朝生や莉夕の事も大好きであり、誰よりも懐いている。
坂下 朝生（さかした ともき）
声 - 日野聡
くっきーの飼い主の一人。ナベの同級生の少年。
素直ではないが、くっきーにはかなりの親バカ。その意地っ張りな性格に、陽太からは「しろこに似ている」と評されている。
莉夕とは双子の姉弟。姉の莉夕には頭が上がらなくなるときがある。
クールだが優しいという面から、女性にはモテる。ちなみにヒメのことは（そんなに好きではないと言い張りながら）好きだが、ヒメの方はそうでもなく、マタタビ酔いから覚めたヒメを撫でようとした時に犯罪者を見るような目付きで見られたことがある。
坂下 莉夕（さかした りゆ）
声 - 釘宮理恵
くっきーの飼い主の一人。ナベの同級生の少女。
朝生と同様に親バカで、くっきーに対して非常に甘い。犬好きだが、猫も好き。
ブラコンで弟の朝生のことが誰よりも好きだが、その愛情表現は時に極めて暴力的になる（拳で殴るなど）。
ヒメには「おっきいワンチャン」と思われ、ナベ程ではないにしろ懐かれている（頭のツインテールがヒメには犬の耳に見える為）。
学校では颯子（後述）と共に、「パンチの莉夕」と呼ばれている。颯子とは時々殴り合いの喧嘩（本人達曰くコミュニケーションの一環）をしてお互いの実力を認め合うなど、実はナベや朝生よりも男らしい性格をしている。
千鳥（ちどり）
声 - 諏訪部順一
大人のオスの黒猫。名前の由来は颯子（後述）に拾われた時に足を怪我していて、ふらふらの千鳥足だったから。
プレイボーイな性格で、自分の遺伝子を後世に残すことが生きがい。颯子にペットとして飼われた後も、なぜか去勢手術を受けておらず繁殖能力がある為、現在も着実にたくさんの子孫を増やしている。子猫のヒメやしろこにも“将来的に”子を産ませようと企んでいる。現在も数多くの子供がおり、隣街は子供や他の一族に占拠された黒猫だらけの「呪われた街」と化している。非常に物知りだが、適当なことを言って誤魔化すこともある。
犬に尻尾を噛まれて以来そのことや犬自体が トラウマになっているが、プライドの高さから、周りには『犬を憎んでいる』と言ってそれを悟らせない。また、くっきーに対してはそのトラウマが妙な方向に発動し、一緒にくっきー「で」遊ぶ（そしてくっきーを泣かせる）のが好き。
人間も嫌いだが飼い主の颯子は例外で、押し倒したり、首に巻きついていたりと、非常になついている。飼い主の颯子以外の人間（特に男）はすべて敵対視している（本人曰く「自分の遺伝子を残すことができない」から）。
荻野谷 颯子（おぎのや そよこ）
声 - 皆口裕子
千鳥の飼い主。ナベの同級生の美少女。千鳥の飼い主だが、なぜか千鳥に去勢手術を受けさせていない。
おっとりとした印象と違い、千鳥のしつけのために木を蹴り折るなどゴリラに勝るとも劣らない怪力を持つ武闘派。裏では「キックの颯子」と呼ばれている。
清楚で優しい性格のため男子に人気があるが、裏の凶暴さに強く惹かれる体育会系男子も一部存在する。ナベのことを異性として強く意識するようになり、後に恋心として自覚するようになった。

### サブキャラクター
徳川 翠（とくがわ みどり）
ヒメの最初の飼い主。友人から譲られた際、「慶喜（よしのぶ）」と名づけた（普段は「よっちゃん」と呼んでいた）。
3匹の犬（家康〈いえやす〉、綱吉〈つなよし〉、吉宗〈よしむね〉）を飼っていて、家について間もない慶喜に早く慣れてもらおうと、犬たちの中に放ってしまったが、それが幼い慶喜にパニックを起こし、逃げるように飛び出すという結果を招いてしまった。飛び出したまま行方不明になった幼少の慶喜をずっと気にしていたが、優しそうな男性（ナベ）に拾われ、「ヒメ」という名で可愛がられ、とても懐いていることを知り、とりあえずは安心した。ただしかなり渋い趣味の持ち主で「ヒメ」よりも「慶喜」の方が可愛い名前だと思っているらしい。
山田（やまだ）
ナベの近所に住んでいる腰の曲がった老人。
3匹の土佐犬を飼っているがしょっちゅう迷子になるらしく、その都度ナベに探してもらっている。一見するとひ弱そうだが、土佐犬を3頭いっぺんに（一匹約60キログラム）持ち上げることが出来るなど実は怪力である。
一人暮らしで、よくナベには話し相手になってもらっている。かつては猫を飼っていたこともあるようで、ナベからの相談に答えることもある。
楊貴妃・クレオパトラ・小野小町
山田の飼い犬の土佐犬の三姉妹。長女楊貴妃、次女クレオパトラ、三女小野小町。
厳つい外見とは裏腹に擬人化した姿は美人であり、性格も淑やかで主人想いの乙女である。よく迷子になってはナベに見つけてもらっている。
一沙（かずさ）
ナベの姪。自称「てんさい」で年齢は5〜6歳と思われる。母親が一沙をナベの元に預けていった時、自分より「年下」と見たヒメは母性本能（姉性？）を刺激され、面倒を見ようとするが、幼児のバイタリティと好奇心の前に、文字通り「おもちゃにされ」「振り回され」てボロボロにされた。
ヤブナ
ヒメが風邪を引いた時、ナベが颯子に紹介されて連れて行ったヤブナ動物病院の院長。おちょぼ口で常に無表情。「〜だねー」や「〜だよー」など、語尾を伸ばすのが口癖。
顔全体に穴の開いたパペットマペットのような頭巾を被っている（本人曰く動物を怯えさせないため）。バリエーションは豊富で、犬用、猫用、ハムスター用、ウサギ用などがある。
信長（のぶなが） 姓は不明
ナベたちのクラスメートの男子生徒。
ナベや莉夕たちに引けをとらないほど病的な動物好きだが、両親がアレルギーを持っているため飼うことができない。にも関わらず愛ゆえにペット用の服を多数持ち合わせている。それらを学校に持ってきてナベたちに撮影会を提案した。
自由に動物を飼える環境にあるナベたちをとても恨めしく思っている。
たれ太（たれた）
数多い千鳥の一族の一匹であり、垂れた耳が特徴のスコティッシュフォールドのオスの子猫。他の兄弟とは違い、顔と腹部の毛並みは白く、千鳥とあまり似ていない。語尾に『〜ぜ』『だぜ』をつける特徴ある口調で話す。せっかちで落ち着きがなく、マイペースな性格。
ヒメより少し年下であり、明るく甘えん坊な性格でもあるためヒメにすぐ懐き、ヒメの母性本能を刺激している。しかし、本人は通行人にじゃれついてみせて餌をもらうなどしながら野良生活を強かに生き抜いており、ヒメよりたくましく世渡り上手。むしろヒメの方が若干ナメられている。
現在母猫はいないようで、時折千鳥は父としてだけでなく母親役としてまだ小さいたれ太を見てやっている。
なお、しろこやくっきーにも懐いているが、しろこはヒメよりさらに格下、おんぶをして遊んでくれたくっきーは自分より格上とみなしている。

## 読み切り版
『ちょこっとヒメ』の連載以前に『365日猫!』（さんびゃくろくじゅうごにちヒメ）というタイトルの読み切り版が、2005年5月26日発売の『月刊ガンガンWING』2005年7月号特別付録「ガンガンWING 4コマエディション」と7月26日発売の『月刊ガンガンWING』2005年9月号に掲載された。
2005年7月号特別付録掲載分は単行本第1巻に、2005年9月号掲載分は単行本第2巻に収録されている。

## ドラマCD
スクエニ4コマ×3フェア
「スクエニ4コマ×3フェア」と題して、スクウェア・エニックス刊行の4コマ漫画3作品『ちょこっとヒメ』・『WORKING!!』・『勤しめ! 仁岡先生』の3作品を1枚に収録したドラマCDの応募者全員サービスが実施された。応募方法は、2007年10月22日発売の3作品の単行本『ちょこっとヒメ(3)』・『WORKING!!(4)』・『勤しめ! 仁岡先生(2)』のうちいずれか2種類の帯についている応募券と郵便小為替800円を、2007年11月21日（消印有効）までに郵送するというものだった。ドラマCDの発送は2008年2月中旬に行われた。
ドラマCD ちょこっとヒメ
マリン・エンタテインメントより、2008年6月25日に発売。
スクエニ4コマ×3フェア版には登場しなかったキャラクターも多数登場する。初回盤にはスペシャルコンテンツを搭載したCD-ROMが封入される。
初回限定版 MMCC-4155
通常版 MMCC-4156
収録内容
- 1匹め あたらしいおともだち
- 2匹め びねこしょうぶ
- 3匹め こわいおと
- 4匹め ここにいるよ
- 5匹め ちょこっとみらいよそう
- 6匹め よーたのおりょうりきょうしつ
- 7匹め ペットロボットがやってきた ちどりへん

## 書誌情報

### 単行本
第5巻まではスクウェア・エニックスより「ガンガンウイングコミックス」として刊行。掲載誌の移籍に伴い、第6巻以降は「ガンガンコミックスONLINE」にレーベルが変更されている。全7巻。
- 第1巻 2006年09月27日初版発行 2006年8月26日発売 ISBN 978-4-7575-1750-9
- 第2巻 2007年5月27日初版発行 2007年4月27日発売 ISBN 978-4-7575-2003-5
- 第3巻 2007年11月22日初版発行 2007年10月22日発売 ISBN 978-4-7575-2142-1
- 第4巻 2008年5月27日初版発行 2008年4月26日発売 ISBN 978-4-7575-2268-8
- 第5巻 2009年1月27日初版発行 2008年12月27日発売 ISBN 978-4-7575-2449-1
- 第6巻 2009年7月22日初版発行 2009年6月22日発売 ISBN 978-4-7575-2586-3
- 第7巻 2009年12月22日発売 ISBN 978-4-7575-2747-8 最終巻